# Viura
De viura – ook wel bekend als macabeo – is een witte van origine Spaanse druivensoort, die vooral daar en in mindere mate in Frankrijk wordt verbouwd. Het is een kruising tussen de heben en de brustiano faux.
In Spanje wordt deze druif verbouwd op meer dan 30.000 hectare, waaronder vooral in de La Rioja, rondom Valencia en Catalonië. Er wordt zowel zuivere wijn dan wel wijn met andere druivensoorten gemengd mee gemaakt. Ook wordt deze druif veel in Cava toegepast. Dan dikwijls gemengd met de xarel·lo en parellada. In de streken van Catalonië wordt de druif macabeu genoemd.
In Frankrijk komt de druif in enkele zuidelijker gelegen wijnstreken voor. Zo'n 3.000 hectare.
De wijn die er van gemaakt wordt zijn vooral bedoeld om jong te worden geconsumeerd. Zij hebben een relatief lage zuurgraad en hoog glycerinegehalte. Deze druif wordt ook wel gemengd met witte verdejo- of rode garnachadruiven.

## Synoniemen
- alcanol
- alcanon
- blanca de daroca
- charas blanc
- cola de renard
- forcalla
- gredelin
- lardot

- listan andaludschii
- listan aandaluzskii
- lloza
- macaban
- macabeo (Spaans)
- macabeu (Catalaans)
- maccabeo
- maccabeo bijeli

- maccabeou
- maccabeu
- makkobeo
- malvoisie
- perpignan
- provensal
- queue de renard
- rossan

- subirat
- subirats
- tokay
- ugni blanc
- verdigell
- viuna
- xarello